# Nicolas Nkoulou
Nicolas Alexis Julio Nkoulou Ndoubena, noto semplicemente come Nicolas Nkoulou (Yaoundé, 27 marzo 1990), è un calciatore camerunese, difensore svincolato . Con la nazionale camerunese si è laureato campione d'Africa nel 2017.

## Caratteristiche tecniche
Centrale difensivo di piede destro, è un giocatore dotato di un'ottima personalità, dal fisico compatto e forte e dalle movenze eleganti, facilmente schierabile come mediano di centrocampo. Abile nell'anticipo degli attaccanti avversari, si porta talvolta fuori posizione, ma la velocità di cui è dotato lo rende in grado di rimediare agli eventuali errori in chiusura.

## Carriera

### Club

#### Esordi e affermazione nel Monaco
Formatosi nella Kadji Sports Academy, la stessa scuola di Samuel Eto'o, Idriss Carlos Kameni e tanti altri nazionali camerunesi, a novembre 2007 firma il suo primo contratto con il club francese del Monaco.
Esordisce in prima squadra a 18 anni il 13 settembre 2008 nella vittoria per 2-0 sul Lorient; nella prima stagione colleziona ventiquattro presenze diventando gradualmente titolare nonostante la giovane età, venendo utilizzato come difensore centrale.
Nella seconda stagione è già uno dei pilastri del club francese e grazie alle sue doti di impostazione, il nuovo CT Guy Lacombe gli cambia ruolo, posizionandolo come centrocampista arretrato davanti alla difesa; colleziona altre ventiquattro presenze, saltando però una parte di stagione per gli impegni in Coppa d'Africa.
La terza stagione è la più complicata: è quasi sempre titolare, ma subisce numerosi infortuni che non gli permettono di esprimersi ai livelli precedenti. Nonostante 30 presenze in campionato, la squadra retrocede in Ligue 2 e Nkoulou diventa oggetto dell'attenzione di numerosi club europei come Atletico Madrid e Siviglia.

#### Olympique Marsiglia e Olympique Lione

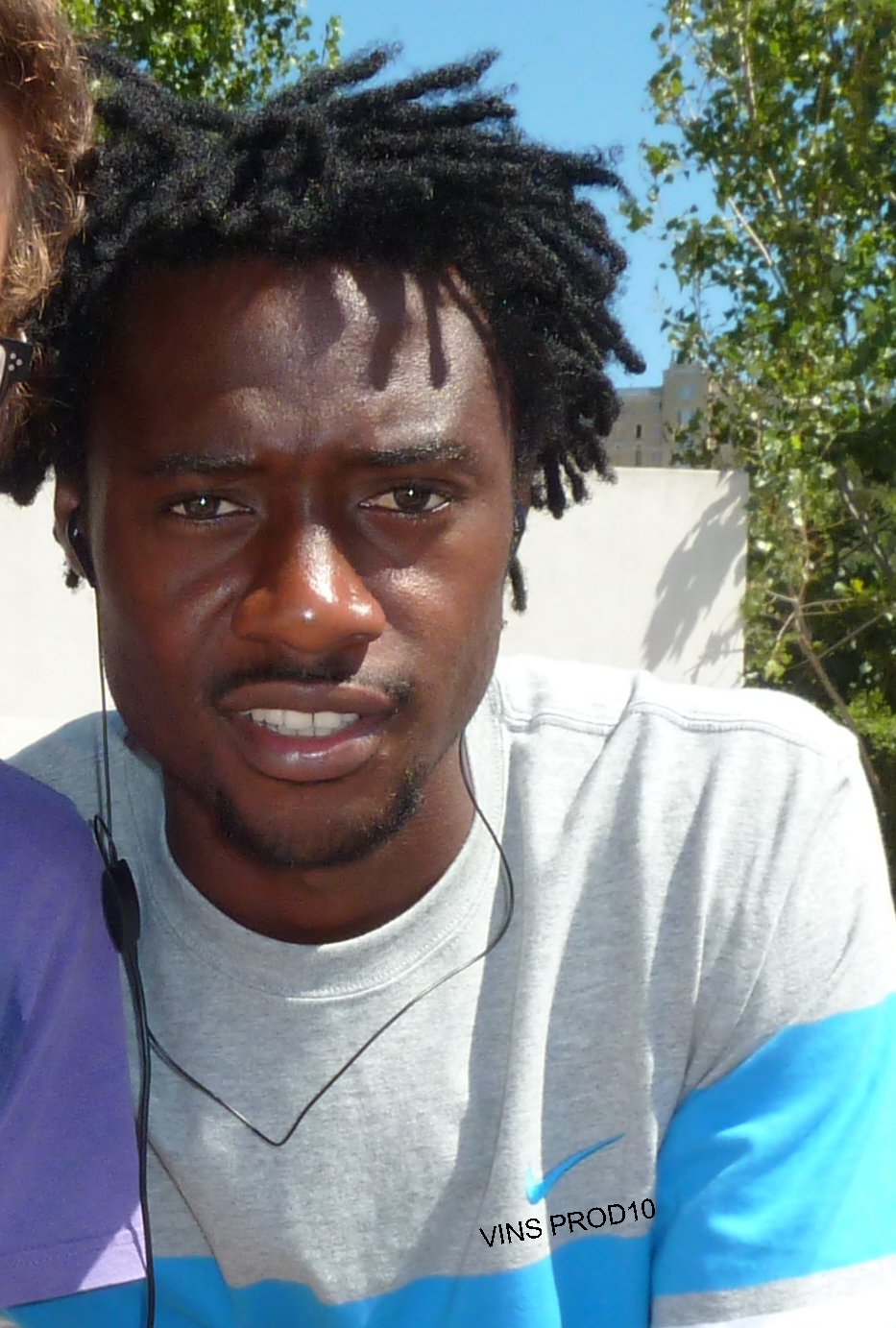
NKoulou ai tempi dell'Olympique Marsiglia nel 2011.

Il 29 giugno 2011 passa all'Olympique Marsiglia di Didier Deschamps per tre milioni e cinquecentomila euro.
Il 28 giugno 2016, in scadenza di contratto, viene ingaggiato dall'Olympique Lione e mette fine alla parentesi marsigliese dopo cinque stagioni, con 207 presenze e 5 reti in maglia biancoazzurra.
Comincia la stagione da titolare, ma poi perde il posto a vantaggio di Mouctar Diakhaby ed Emanuel Mammana, non giocando per sei mesi a partire da fine ottobre.

#### Torino
Dopo una stagione di luci e ombre, il 5 agosto 2017 passa al Torino in prestito oneroso (cinquecentomila euro) con diritto di riscatto fissato a tre milioni e cinquecentomila euro. Esordisce in maglia granata l'11 agosto 2017, nella gara interna di Coppa Italia contro il Trapani vinta dal Torino per 7-1. Il suo esordio in campionato avviene invece il 20 agosto 2017 contro il Bologna (1-1), mentre il 2 dicembre 2017 segna la sua prima rete in Italia, in occasione del pareggio interno per 1-1 contro l'Atalanta. La continuità di prestazioni e il buon rendimento gli valgono la fiducia dell'allenatore Siniša Mihajlović prima e del subentrante Walter Mazzarri poi, che gli garantisce l'indiscussa titolarità al centro della difesa. Al termine della sua prima stagione in granata, viene eletto dai tifosi miglior giocatore del Torino per la stagione 2017-2018 e il giocatore dichiara di voler rimanere a Torino per molti anni per provare a conquistare l'Europa League.
Il 5 luglio 2018 il Torino esercita il diritto di riscatto, versando 3,5 milioni di euro nelle casse del Lione e acquisendo così in via definitiva il diritto alle prestazioni sportive di Nkoulou. Il 2 settembre 2018 contribuisce alla vittoria dei granata siglando con un colpo di testa il gol decisivo nella sfida interna di campionato contro la SPAL (1-0). Leader indiscusso della difesa a tre di Walter Mazzarri, disputa la stagione 2018-2019 giocando 36 partite e risultando decisivo per il raggiungimento del settimo posto finale e della conquista dei preliminari di Europa League.
Nell'estate 2019 gioca le prime quattro partite dei preliminari di Europa League contro gli ungheresi del Debrecen e i bielorussi dello Shakhtyor Soligorsk. Il 17 agosto, alla vigilia dell'ultima gara dei preliminari contro il Wolverhampton la società gli propone il rinnovo contrattuale a cifre più alte, ma il giocatore rifiuta. Gioca la partita contro gli inglesi il 22 agosto, fornendo una prestazione negativa ed è responsabile per il terzo gol dove concede spazio all'attaccante Raúl Jiménez. Nei giorni seguenti il giocatore chiede a Walter Mazzarri di non disputare altre partite e che la causa della prestazione negativa è dovuta alla sua volontà di trasferirsi in un altro club. Viene quindi messo fuori rosa. Il 30 settembre, dopo aver saltato le prime sette partite, torna in campo contro il Parma.
Il 30 giugno 2021 rimane svincolato non avendo rinnovato il contratto con il Torino.

#### Watford e Arīs Salonicco
Il 7 ottobre 2021, dopo l'approdo di Claudio Ranieri sulla panchina del Watford, viene ingaggiato dal club inglese. Esordisce con la squadra il 23 dello stesso mese, nella gara esterna di Premier League vinta contro l'Everton (2-5), subentrando al minuto 76 a Jeremy Ngakia. Al termine della stagione, viene svincolato dalla società inglese.
Il 23 agosto 2022 firma per i greci dell'Arīs Salonicco.

### Nazionale
Considerato tra i migliori talenti del calcio camerunese, ha partecipato alle Olimpiadi 2008, dove ha giocato tre partite, di cui due da titolare.
Esordisce con la maglia della nazionale camerunese il 19 novembre 2008 nell'amichevole persa 3-2 col Sudafrica subentrando al posto di Pierre Womé.
Con l'arrivo di Paul Le Guen in panchina diventa subito titolare e gioca i match decisivi per la qualificazione al mondiale sudafricano del 2010.
Convocato per la Coppa d'Africa 2010, nello stesso anno gioca anche il mondiale sudafricano, dove è titolare all'esordio con il Giappone dove i leoni perdono 1-0. Al mondiale gioca tutte e tre le partite del girone da titolare.
È convocato anche per la Coppa d'Africa 2015, in cui il Camerun esce ai gironi, e per la Coppa d'Africa 2017, vinta dalla sua squadra. In finale Nkoulou mette a segno il gol del momentaneo pareggio contro l'Egitto, poi battuto per 2-1. Quella contro l'Egitto rimane l'ultima sua presenza in nazionale nonostante il tentativo da parte del Ministro dello Sport Kombi Mouelle di farlo ritornare a vestire la maglia dei Leoni Indomabili. Nkoulou afferma che la sua pausa dalla nazionale è dovuta all'approdo a Torino e della sua volontà di volersi concentrare sugli obbiettivi del club.
Il 2 marzo 2020 fa ritorno dopo oltre tre anni in nazionale, in vista delle sfide contro Capo Verde e Ruanda, poi non disputate a causa della pandemia di COVID-19.

## Statistiche

### Presenze e reti nei club
Statistiche aggiornate al 7 febbraio 2025.
| Stagione            | Squadra             | Campionato          | Campionato | Campionato | Coppe nazionali | Coppe nazionali | Coppe nazionali | Coppe continentali | Coppe continentali | Coppe continentali | Altre coppe | Altre coppe | Altre coppe | Totale | Totale |
| Stagione            | Squadra             | Comp                | Pres       | Reti       | Comp            | Pres            | Reti            | Comp               | Pres               | Reti               | Comp        | Pres        | Reti        | Pres   | Reti   |
| ------------------- | ------------------- | ------------------- | ---------- | ---------- | --------------- | --------------- | --------------- | ------------------ | ------------------ | ------------------ | ----------- | ----------- | ----------- | ------ | ------ |
| 2008-2009           | Monaco              | L1                  | 24         | 0          | CF+CdL          | 1+1             | 0               | -                  | -                  | -                  | -           | -           | -           | 26     | 0      |
| 2009-2010           | Monaco              | L1                  | 24         | 0          | CF+CdL          | 3+1             | 0               | -                  | -                  | -                  | -           | -           | -           | 28     | 0      |
| 2010-2011           | Monaco              | L1                  | 30         | 0          | CF+CdL          | 1+2             | 0               | -                  | -                  | -                  | -           | -           | -           | 33     | 0      |
| Totale Monaco       | Totale Monaco       | Totale Monaco       | 78         | 0          |                 | 9               | 0               |                    | -                  | -                  |             | -           | -           | 87     | 0      |
| 2011-2012           | O. Marsiglia        | L1                  | 30         | 0          | CF+CdL          | 2+4             | 0               | UCL                | 10                 | 0                  | SF          | 0           | 0           | 46     | 0      |
| 2012-2013           | O. Marsiglia        | L1                  | 38         | 1          | CF+CdL          | 2+1             | 0               | UEL                | 7                  | 0                  | -           | -           | -           | 48     | 1      |
| 2013-2014           | O. Marsiglia        | L1                  | 37         | 2          | CF+CdL          | 2+2             | 0               | UCL                | 5                  | 0                  | -           | -           | -           | 46     | 2      |
| 2014-2015           | O. Marsiglia        | L1                  | 24         | 2          | CF+CdL          | 1+1             | 0               | -                  | -                  | -                  | -           | -           | -           | 26     | 2      |
| 2015-2016           | O. Marsiglia        | L1                  | 33         | 0          | CF+CdL          | 3+0             | 0               | UEL                | 5                  | 0                  | -           | -           | -           | 41     | 0      |
| Totale O. Marsiglia | Totale O. Marsiglia | Totale O. Marsiglia | 162        | 5          |                 | 18              | 0               |                    | 27                 | 0                  |             | 0           | 0           | 207    | 5      |
| 2016-2017           | O. Lione            | L1                  | 13         | 0          | CF+CdL          | 0+1             | 0               | UCL+UEL            | 4+3                | 0                  | SF          | 1           | 0           | 22     | 0      |
| 2017-2018           | Torino              | A                   | 37         | 2          | CI              | 2               | 0               | -                  | -                  | -                  | -           | -           | -           | 39     | 2      |
| 2018-2019           | Torino              | A                   | 36         | 2          | CI              | 2               | 0               | -                  | -                  | -                  | -           | -           | -           | 38     | 2      |
| 2019-2020           | Torino              | A                   | 31         | 1          | CI              | 2               | 0               | UEL                | 5                  | 0                  | -           | -           | -           | 38     | 1      |
| 2020-2021           | Torino              | A                   | 18         | 1          | CI              | 2               | 0               | -                  | -                  | -                  | -           | -           | -           | 20     | 1      |
| Totale Torino       | Totale Torino       | Totale Torino       | 122        | 6          |                 | 8               | 0               |                    | 5                  | 0                  |             | -           | -           | 135    | 6      |
| ott. 2021-2022      | Watford             | PL                  | 3          | 0          | FACup+CdL       | 0               | 0               | -                  | -                  | -                  | -           | -           | -           | 3      | 0      |
| ago. 2022-2023      | Arīs Salonicco      | SL                  | 17         | 1          | CG              | 0               | 0               | UECL               | -                  | -                  |             | -           | -           | 17     | 1      |
| 2023-2024           | Gaziantep           | SL                  | 32         | 2          | TK              | 2               | 0               | -                  | -                  | -                  | -           | -           | -           | 34     | 2      |
| 2024-feb. 2025      | Amed                | 1L                  | 15         | 0          | TK              | 2               | 0               | -                  | -                  | -                  | -           | -           | -           | 17     | 0      |
| 2024-feb. 2025      | Sakaryaspor         | 1L                  | 0          | 0          | TK              | 0               | 0               | -                  | -                  | -                  | -           | -           | -           | 0      | 0      |
| Totale carriera     | Totale carriera     | Totale carriera     | 441        | 14         |                 | 40              | 0               |                    | 39                 | 0                  |             | 1           | 0           | 521    | 14     |

### Cronologia presenze e reti in nazionale
| Cronologia completa delle presenze e delle reti in nazionale ― Camerun | Cronologia completa delle presenze e delle reti in nazionale ― Camerun | Cronologia completa delle presenze e delle reti in nazionale ― Camerun | Cronologia completa delle presenze e delle reti in nazionale ― Camerun | Cronologia completa delle presenze e delle reti in nazionale ― Camerun | Cronologia completa delle presenze e delle reti in nazionale ― Camerun | Cronologia completa delle presenze e delle reti in nazionale ― Camerun | Cronologia completa delle presenze e delle reti in nazionale ― Camerun |
| Data                                                                   | Città                                                                  | In casa                                                                | Risultato                                                              | Ospiti                                                                 | Competizione                                                           | Reti                                                                   | Note                                                                   |
| ---------------------------------------------------------------------- | ---------------------------------------------------------------------- | ---------------------------------------------------------------------- | ---------------------------------------------------------------------- | ---------------------------------------------------------------------- | ---------------------------------------------------------------------- | ---------------------------------------------------------------------- | ---------------------------------------------------------------------- |
| 19-11-2008                                                             | Rustenburg                                                             | Sudafrica                                                              | 3 – 2                                                                  | Camerun                                                                | Amichevole                                                             | -                                                                      |                                                                        |
| 7-6-2009                                                               | Yaoundé                                                                | Camerun                                                                | 0 – 0                                                                  | Marocco                                                                | Qual. Mondiali 2010                                                    | -                                                                      |                                                                        |
| 13-6-2009                                                              | Abidjan                                                                | Costa d'Avorio                                                         | 2 – 1                                                                  | Camerun                                                                | Amichevole                                                             | -                                                                      |                                                                        |
| 12-8-2009                                                              | Klagenfurt                                                             | Austria                                                                | 0 – 2                                                                  | Camerun                                                                | Amichevole                                                             | -                                                                      |                                                                        |
| 5-9-2009                                                               | Libreville                                                             | Gabon                                                                  | 0 – 2                                                                  | Camerun                                                                | Qual. Mondiali 2010                                                    | -                                                                      |                                                                        |
| 9-9-2009                                                               | Yaoundé                                                                | Camerun                                                                | 2 – 1                                                                  | Gabon                                                                  | Qual. Mondiali 2010                                                    | -                                                                      |                                                                        |
| 10-10-2009                                                             | Yaoundé                                                                | Camerun                                                                | 3 – 0                                                                  | Togo                                                                   | Qual. Mondiali 2010                                                    | -                                                                      |                                                                        |
| 14-11-2009                                                             | Fès                                                                    | Marocco                                                                | 0 – 2                                                                  | Camerun                                                                | Qual. Mondiali 2010                                                    | -                                                                      |                                                                        |
| 9-1-2010                                                               | Nairobi                                                                | Kenya                                                                  | 1 – 3                                                                  | Camerun                                                                | Amichevole                                                             | -                                                                      | 56’                                                                    |
| 13-1-2010                                                              | Lubango                                                                | Camerun                                                                | 0 – 1                                                                  | Gabon                                                                  | Coppa d'Africa 2010 - 1º turno                                         | -                                                                      |                                                                        |
| 17-1-2010                                                              | Lubango                                                                | Camerun                                                                | 3 – 2                                                                  | Zambia                                                                 | Coppa d'Africa 2010 - 1º turno                                         | -                                                                      |                                                                        |
| 21-1-2010                                                              | Lubango                                                                | Camerun                                                                | 2 – 2                                                                  | Tunisia                                                                | Coppa d'Africa 2010 - 1º turno                                         | -                                                                      |                                                                        |
| 25-1-2010                                                              | Benguela                                                               | Egitto                                                                 | 3 – 1 dts                                                              | Camerun                                                                | Coppa d'Africa 2010 - Quarti di finale                                 | -                                                                      | 57’                                                                    |
| 3-3-2010                                                               | Monaco                                                                 | Italia                                                                 | 0 – 0                                                                  | Camerun                                                                | Amichevole                                                             | -                                                                      |                                                                        |
| 25-5-2010                                                              | Linz                                                                   | Georgia                                                                | 0 – 0                                                                  | Camerun                                                                | Amichevole                                                             | -                                                                      | 46’                                                                    |
| 29-5-2010                                                              | Klagenfurt                                                             | Slovacchia                                                             | 1 – 1                                                                  | Camerun                                                                | Amichevole                                                             | -                                                                      |                                                                        |
| 1-6-2010                                                               | Covilhã                                                                | Portogallo                                                             | 3 – 1                                                                  | Camerun                                                                | Amichevole                                                             | -                                                                      |                                                                        |
| 5-6-2010                                                               | Belgrado                                                               | Serbia                                                                 | 4 – 3                                                                  | Camerun                                                                | Amichevole                                                             | -                                                                      | 64’                                                                    |
| 14-6-2010                                                              | Bloemfontein                                                           | Giappone                                                               | 1 – 0                                                                  | Camerun                                                                | Mondiali 2010 - 1º turno                                               | -                                                                      | 72’                                                                    |
| 19-6-2010                                                              | Pretoria                                                               | Camerun                                                                | 1 – 2                                                                  | Danimarca                                                              | Mondiali 2010 - 1º turno                                               | -                                                                      |                                                                        |
| 24-6-2010                                                              | Città del Capo                                                         | Camerun                                                                | 1 – 2                                                                  | Paesi Bassi                                                            | Mondiali 2010 - 1º turno                                               | -                                                                      | 25’ 74’                                                                |
| 11-8-2010                                                              | Stettino                                                               | Polonia                                                                | 0 – 3                                                                  | Camerun                                                                | Amichevole                                                             | -                                                                      | 65’                                                                    |
| 4-9-2010                                                               | Curepipe                                                               | Mauritius                                                              | 1 – 3                                                                  | Camerun                                                                | Qual. Coppa d'Africa 2012                                              | -                                                                      |                                                                        |
| 9-10-2010                                                              | Garoua                                                                 | Camerun                                                                | 1 – 1                                                                  | RD del Congo                                                           | Qual. Coppa d'Africa 2012                                              | -                                                                      |                                                                        |
| 9-2-2011                                                               | Skopje                                                                 | Macedonia                                                              | 0 – 1                                                                  | Camerun                                                                | Amichevole                                                             | -                                                                      | 53’                                                                    |
| 26-3-2011                                                              | Dakar                                                                  | Senegal                                                                | 1 – 0                                                                  | Camerun                                                                | Qual. Coppa d'Africa 2012                                              | -                                                                      |                                                                        |
| 4-6-2011                                                               | Garoua                                                                 | Camerun                                                                | 0 – 0                                                                  | Senegal                                                                | Qual. Coppa d'Africa 2012                                              | -                                                                      |                                                                        |
| 7-6-2011                                                               | Salisburgo                                                             | Russia                                                                 | 0 – 0                                                                  | Camerun                                                                | Amichevole                                                             | -                                                                      | 25’ 46’                                                                |
| 3-9-2011                                                               | Yaoundé                                                                | Camerun                                                                | 5 – 0                                                                  | Mauritius                                                              | Qual. Coppa d'Africa 2012                                              | -                                                                      |                                                                        |
| 7-10-2011                                                              | Kinshasa                                                               | RD del Congo                                                           | 2 – 3                                                                  | Camerun                                                                | Qual. Coppa d'Africa 2012                                              | -                                                                      |                                                                        |
| 11-10-2011                                                             | Malabo                                                                 | Guinea Equatoriale                                                     | 1 – 1                                                                  | Camerun                                                                | Amichevole                                                             | -                                                                      | 46’                                                                    |
| 29-2-2012                                                              | Bissau                                                                 | Guinea-Bissau                                                          | 0 – 1                                                                  | Camerun                                                                | Qual. Coppa d'Africa 2013                                              | -                                                                      | Cap.                                                                   |
| 10-6-2012                                                              | Sfax                                                                   | Libia                                                                  | 2 – 1                                                                  | Camerun                                                                | Qual. Mondiali 2014                                                    | -                                                                      | Cap.                                                                   |
| 16-6-2012                                                              | Yaoundé                                                                | Camerun                                                                | 1 – 0                                                                  | Guinea-Bissau                                                          | Qual. Coppa d'Africa 2013                                              | -                                                                      | Cap.                                                                   |
| 8-9-2012                                                               | Praia                                                                  | Capo Verde                                                             | 2 – 0                                                                  | Camerun                                                                | Qual. Coppa d'Africa 2013                                              | -                                                                      | Cap.                                                                   |
| 14-10-2012                                                             | Yaoundé                                                                | Camerun                                                                | 2 – 1                                                                  | Capo Verde                                                             | Qual. Coppa d'Africa 2013                                              | -                                                                      |                                                                        |
| 14-11-2012                                                             | Ginevra                                                                | Albania                                                                | 0 – 0                                                                  | Camerun                                                                | Amichevole                                                             | -                                                                      |                                                                        |
| 23-3-2013                                                              | Yaoundé                                                                | Camerun                                                                | 2 – 1                                                                  | Togo                                                                   | Qual. Mondiali 2014                                                    | -                                                                      |                                                                        |
| 2-6-2013                                                               | Kiev                                                                   | Ucraina                                                                | 0 – 0                                                                  | Camerun                                                                | Amichevole                                                             | -                                                                      | Cap.                                                                   |
| 9-6-2013                                                               | Lomé                                                                   | Togo                                                                   | 0 – 3 tav                                                              | Camerun                                                                | Qual. Mondiali 2014                                                    | -                                                                      |                                                                        |
| 16-6-2013                                                              | Kinshasa                                                               | RD del Congo                                                           | 0 – 0                                                                  | Camerun                                                                | Qual. Mondiali 2014                                                    | -                                                                      |                                                                        |
| 8-9-2013                                                               | Yaoundé                                                                | Camerun                                                                | 1 – 0                                                                  | Libia                                                                  | Qual. Mondiali 2014                                                    | -                                                                      |                                                                        |
| 13-10-2013                                                             | Tunisi                                                                 | Tunisia                                                                | 0 – 0                                                                  | Camerun                                                                | Qual. Mondiali 2014                                                    | -                                                                      |                                                                        |
| 17-11-2013                                                             | Yaoundé                                                                | Camerun                                                                | 4 – 1                                                                  | Tunisia                                                                | Qual. Mondiali 2014                                                    | -                                                                      |                                                                        |
| 5-3-2014                                                               | Leiria                                                                 | Portogallo                                                             | 5 – 1                                                                  | Camerun                                                                | Amichevole                                                             | -                                                                      | 46’                                                                    |
| 26-5-2014                                                              | Kufstein                                                               | Macedonia                                                              | 0 – 2                                                                  | Camerun                                                                | Amichevole                                                             | -                                                                      | 74’                                                                    |
| 29-5-2014                                                              | Kufstein                                                               | Camerun                                                                | 1 – 2                                                                  | Paraguay                                                               | Amichevole                                                             | -                                                                      |                                                                        |
| 1-6-2014                                                               | Mönchengladbach                                                        | Germania                                                               | 2 – 2                                                                  | Camerun                                                                | Amichevole                                                             | -                                                                      |                                                                        |
| 7-6-2014                                                               | Yaoundé                                                                | Camerun                                                                | 1 – 0                                                                  | Moldavia                                                               | Amichevole                                                             | -                                                                      |                                                                        |
| 13-6-2014                                                              | Natal                                                                  | Messico                                                                | 1 – 0                                                                  | Camerun                                                                | Mondiali 2014 - 1º turno                                               | -                                                                      |                                                                        |
| 19-6-2014                                                              | Manaus                                                                 | Camerun                                                                | 0 – 4                                                                  | Croazia                                                                | Mondiali 2014 - 1º turno                                               | -                                                                      | Cap.                                                                   |
| 23-6-2014                                                              | Brasilia                                                               | Camerun                                                                | 1 – 4                                                                  | Brasile                                                                | Mondiali 2014 - 1º turno                                               | -                                                                      | Cap.                                                                   |
| 6-9-2014                                                               | Kinshasa                                                               | RD del Congo                                                           | 0 – 2                                                                  | Camerun                                                                | Qual. Coppa d'Africa 2015                                              | -                                                                      |                                                                        |
| 10-9-2014                                                              | Yaoundé                                                                | Camerun                                                                | 4 – 1                                                                  | Costa d'Avorio                                                         | Qual. Coppa d'Africa 2015                                              | -                                                                      |                                                                        |
| 10-10-2014                                                             | Yaoundé                                                                | Sierra Leone                                                           | 0 – 0                                                                  | Camerun                                                                | Qual. Coppa d'Africa 2015                                              | -                                                                      |                                                                        |
| 15-10-2014                                                             | Yaoundé                                                                | Camerun                                                                | 2 – 0                                                                  | Sierra Leone                                                           | Qual. Coppa d'Africa 2015                                              | -                                                                      |                                                                        |
| 15-11-2014                                                             | Yaoundé                                                                | Camerun                                                                | 1 – 0                                                                  | RD del Congo                                                           | Qual. Coppa d'Africa 2015                                              | -                                                                      |                                                                        |
| 19-11-2014                                                             | Abidjan                                                                | Costa d'Avorio                                                         | 0 – 0                                                                  | Camerun                                                                | Qual. Coppa d'Africa 2015                                              | -                                                                      | 38’ 46’                                                                |
| 20-1-2015                                                              | Bamako                                                                 | Mali                                                                   | 1 – 1                                                                  | Camerun                                                                | Coppa d'Africa 2015 - 1º turno                                         | -                                                                      |                                                                        |
| 24-1-2015                                                              | Malabo                                                                 | Camerun                                                                | 1 – 1                                                                  | Guinea                                                                 | Coppa d'Africa 2015 - 1º turno                                         | -                                                                      |                                                                        |
| 28-1-2015                                                              | Malabo                                                                 | Costa d'Avorio                                                         | 1 – 0                                                                  | Camerun                                                                | Coppa d'Africa 2015 - 1º turno                                         | -                                                                      |                                                                        |
| 6-6-2015                                                               | Colombes                                                               | Burkina Faso                                                           | 2 – 3                                                                  | Camerun                                                                | Amichevole                                                             | -                                                                      |                                                                        |
| 9-6-2015                                                               | Mons                                                                   | RD del Congo                                                           | 1 – 1                                                                  | Camerun                                                                | Amichevole                                                             | -                                                                      | 86’                                                                    |
| 14-6-2015                                                              | Yaoundé                                                                | Camerun                                                                | 1 – 0                                                                  | Mauritania                                                             | Qual. Coppa d'Africa 2017                                              | -                                                                      | 53’                                                                    |
| 6-9-2015                                                               | Bakau                                                                  | Gambia                                                                 | 0 – 1                                                                  | Camerun                                                                | Qual. Coppa d'Africa 2017                                              | -                                                                      |                                                                        |
| 11-10-2015                                                             | Bruxelles                                                              | Nigeria                                                                | 3 – 0                                                                  | Camerun                                                                | Amichevole                                                             | -                                                                      |                                                                        |
| 13-11-2015                                                             | Niamey                                                                 | Niger                                                                  | 0 – 3                                                                  | Camerun                                                                | Qual. Mondiali 2018                                                    | -                                                                      |                                                                        |
| 17-11-2015                                                             | Yaoundé                                                                | Camerun                                                                | 0 – 0                                                                  | Niger                                                                  | Qual. Mondiali 2018                                                    | -                                                                      | 54’                                                                    |
| 26-3-2016                                                              | Limbe                                                                  | Camerun                                                                | 2 – 2                                                                  | Sudafrica                                                              | Qual. Coppa d'Africa 2017                                              | 1                                                                      |                                                                        |
| 9-10-2016                                                              | Blida                                                                  | Algeria                                                                | 1 – 1                                                                  | Camerun                                                                | Qual. Mondiali 2018                                                    | -                                                                      |                                                                        |
| 12-11-2016                                                             | Yaoundé                                                                | Camerun                                                                | 1 – 1                                                                  | Zambia                                                                 | Qual. Mondiali 2018                                                    | -                                                                      |                                                                        |
| 10-1-2017                                                              | Yaoundé                                                                | Camerun                                                                | 1 – 1                                                                  | Zimbabwe                                                               | Amichevole                                                             | -                                                                      |                                                                        |
| 18-1-2017                                                              | Libreville                                                             | Camerun                                                                | 2 – 1                                                                  | Guinea-Bissau                                                          | Coppa d'Africa 2017 - 1º turno                                         | -                                                                      | 63’                                                                    |
| 22-1-2017                                                              | Libreville                                                             | Camerun                                                                | 0 – 0                                                                  | Gabon                                                                  | Coppa d'Africa 2017 - 1º turno                                         | -                                                                      |                                                                        |
| 5-2-2017                                                               | Libreville                                                             | Egitto                                                                 | 1 – 2                                                                  | Camerun                                                                | Coppa d'Africa 2017 - Finale                                           | 1                                                                      | 31’ cap.                                                               |
| 23-9-2022                                                              | Goyang                                                                 | Camerun                                                                | 0 – 2                                                                  | Uzbekistan                                                             | Amichevole                                                             | -                                                                      |                                                                        |
| 27-9-2022                                                              | Seul                                                                   | Corea del Sud                                                          | 1 – 0                                                                  | Camerun                                                                | Amichevole                                                             | -                                                                      |                                                                        |
| 18-11-2022                                                             | Abu Dhabi                                                              | Camerun                                                                | 1 – 1                                                                  | Panama                                                                 | Amichevole                                                             | -                                                                      | 77’                                                                    |
| 24-11-2022                                                             | Al Wakrah                                                              | Svizzera                                                               | 1 – 0                                                                  | Camerun                                                                | Mondiali 2022 - 1º turno                                               | -                                                                      |                                                                        |
| 28-11-2022                                                             | Al Wakrah                                                              | Camerun                                                                | 3 – 3                                                                  | Serbia                                                                 | Mondiali 2022 - 1º turno                                               | -                                                                      | 24’                                                                    |
| 24-3-2023                                                              | Yaoundé                                                                | Camerun                                                                | 1 – 1                                                                  | Namibia                                                                | Qual. Coppa d'Africa 2023                                              | -                                                                      | 44’                                                                    |
| 28-3-2023                                                              | Johannesburg                                                           | Namibia                                                                | 2 – 1                                                                  | Camerun                                                                | Qual. Coppa d'Africa 2023                                              | -                                                                      |                                                                        |
| 10-6-2023                                                              | San Diego                                                              | Messico                                                                | 2 – 2                                                                  | Camerun                                                                | Amichevole                                                             | -                                                                      | cap.                                                                   |
| Totale                                                                 |                                                                        | Presenze (6º posto)                                                    | 83                                                                     |                                                                        | Reti                                                                   | 2                                                                      |                                                                        |

## Palmarès

### Club

#### Competizioni nazionali
- Supercoppa francese: 1

Olympique Marsiglia: 2011
- Coppa di Lega francese: 1

Olympique Marsiglia: 2011-2012

### Nazionale
- Coppa d'Africa: 1

Gabon 2017

### Individuale
- Trophées UNFP du football: 2

Squadra ideale della Ligue 1: 2012, 2013